# Виала, Клод
Клод Виала (фр. Claude Viala; 26 декабря 1922 — 30 декабря 2016) — швейцарский музыкальный педагог.
Виолончелист по образованию, окончил Женевскую консерваторию, играл в Оркестре романской Швейцарии, подрабатывал, ввиду скудной оплаты, в кино и на эстрадных концертах. Затем полностью посвятил себя музыкальной педагогике и в 1970—1992 гг. занимал пост директора консерватории. Занимался интеграцией программ консерватории и Женевского университета, по его приглашению преподавателями консерватории стали такие музыканты, как Пьер Фурнье и Поль Тортелье. На протяжении многих лет возглавлял также Международный конкурс исполнителей в Женеве.
В 1972—1988 гг. генеральный секретарь Европейской ассоциации консерваторий, во главе которой содействовал углублению диалога между музыкальными образовательными учреждениями Восточной и Западной Европы.